# 庫佛維爾島
庫佛維爾島（英語：Cuverville Island），又稱作庫渥維爾島，是南極洲的島嶼，位於南極半島，長1.4公里，寬0.97公里，面積1平方公里，該島在1897年至1899年期間由比利時阿德里安·德·热尔拉什所率領的探險隊發現，並以法國海軍中將朱尔·德·庫佛維爾（Jules de Cuverville）命名，島上無人居住，英國、阿根廷和智利在南極條約體系下擱置對該島嶼的領土主權要求。

## 地理
此島地形受冰河期影響，陸地上升，海岸線下降，除東北角以外，島的四周幾乎為垂直升起的懸崖峭壁。因雪結凍與融化的反覆作用，進而侵蝕岩層，而造成許多鵝卵碎石，屬於岩石遍地的小型海島，利於企鵝築巢。斜坡較高處有苔蘚植物存活。

## 生態
此島有大型的白眉企鵝群棲，此外還有藍眼鸕鶿、南極海鷗、及賊鷗棲息。

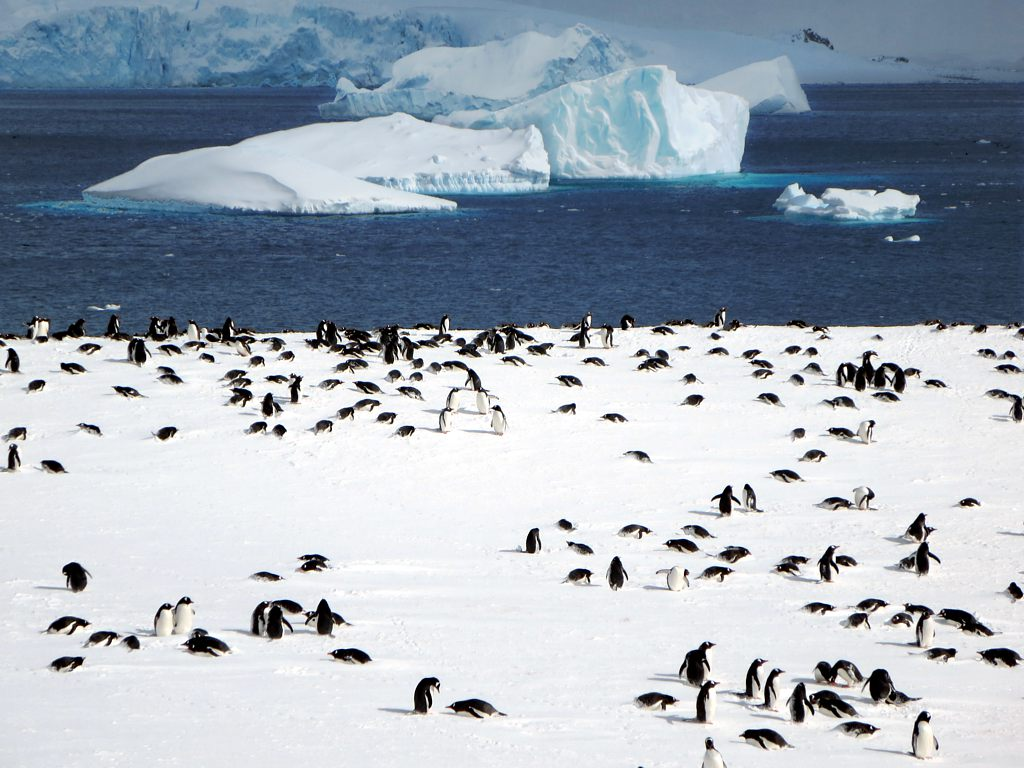
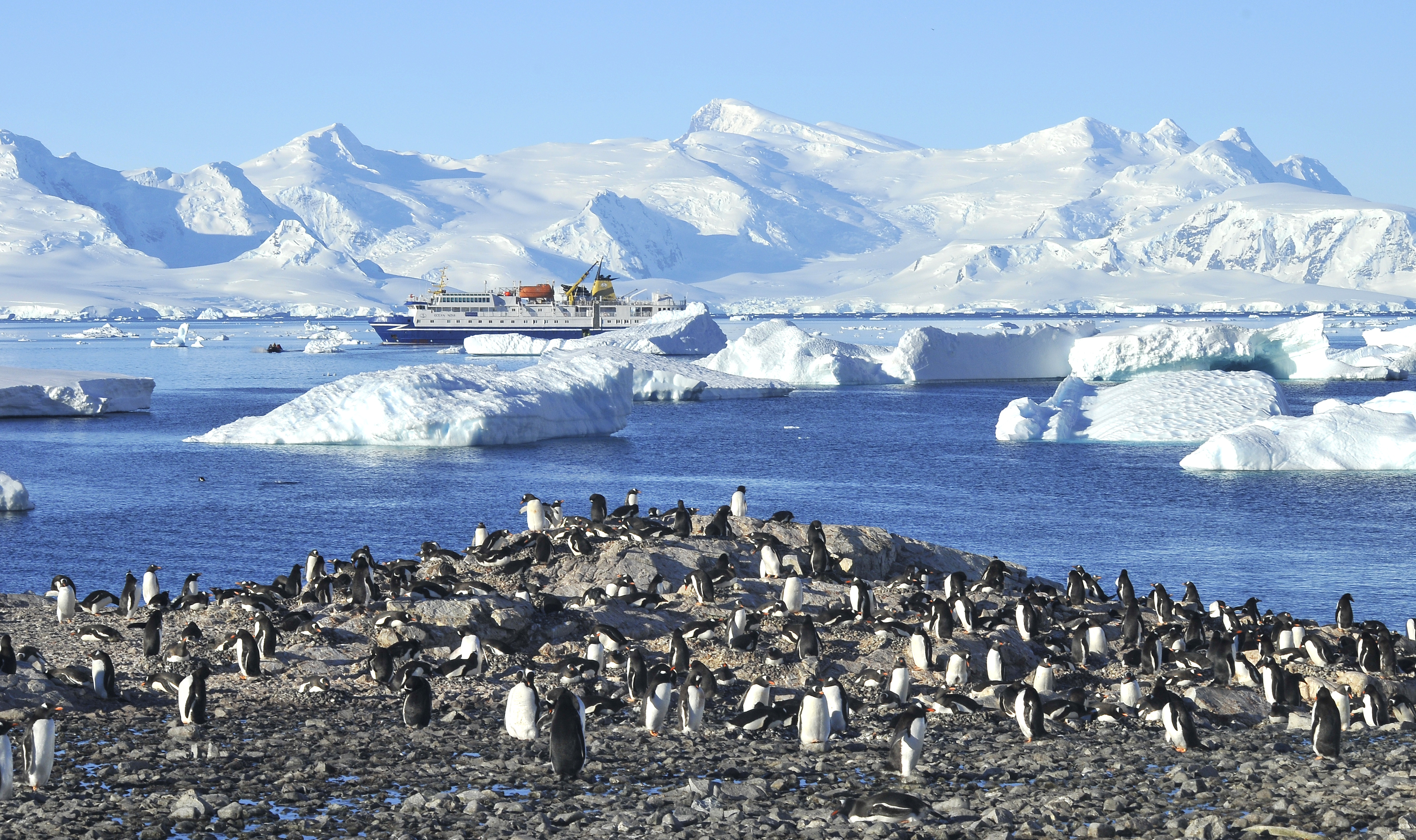
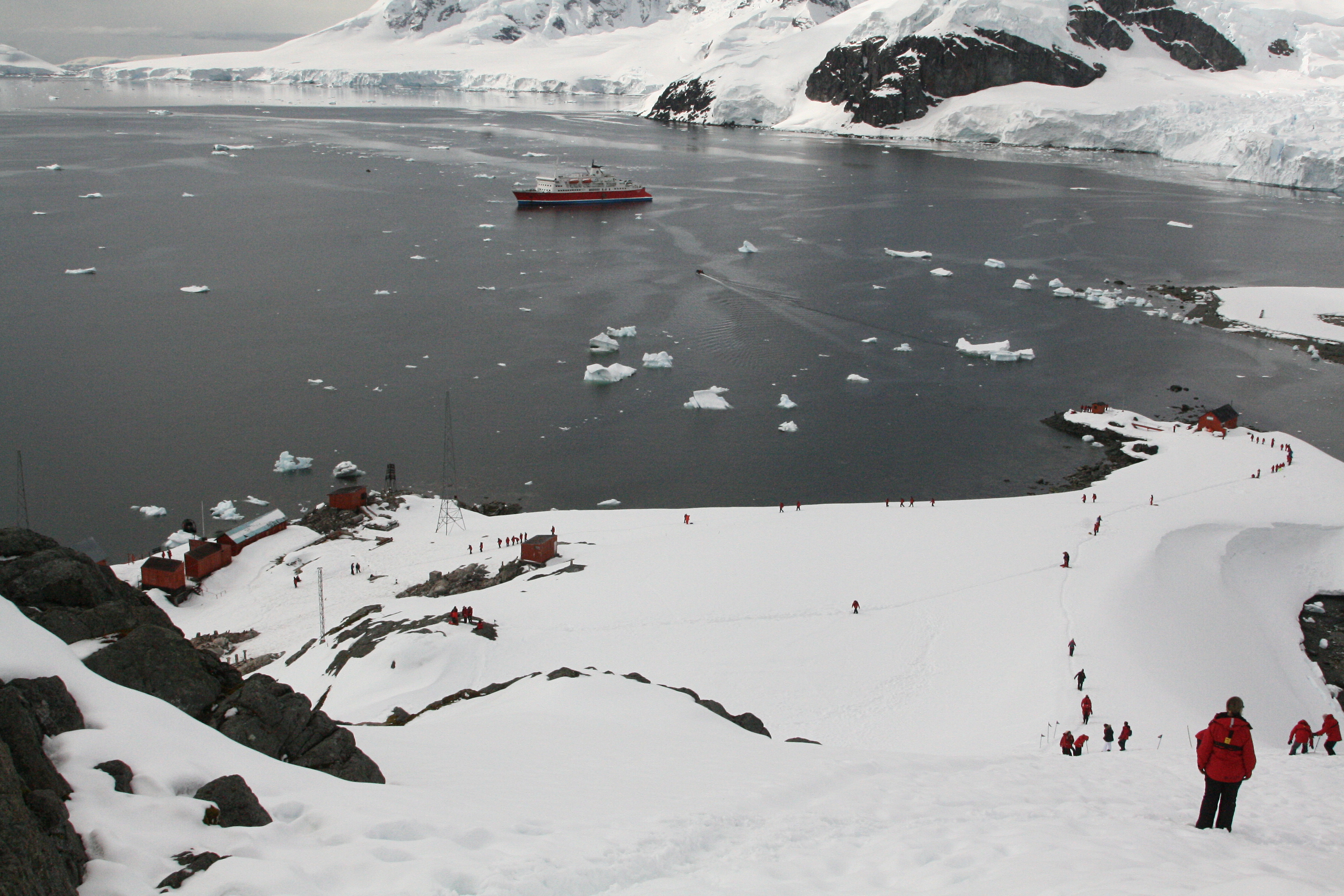
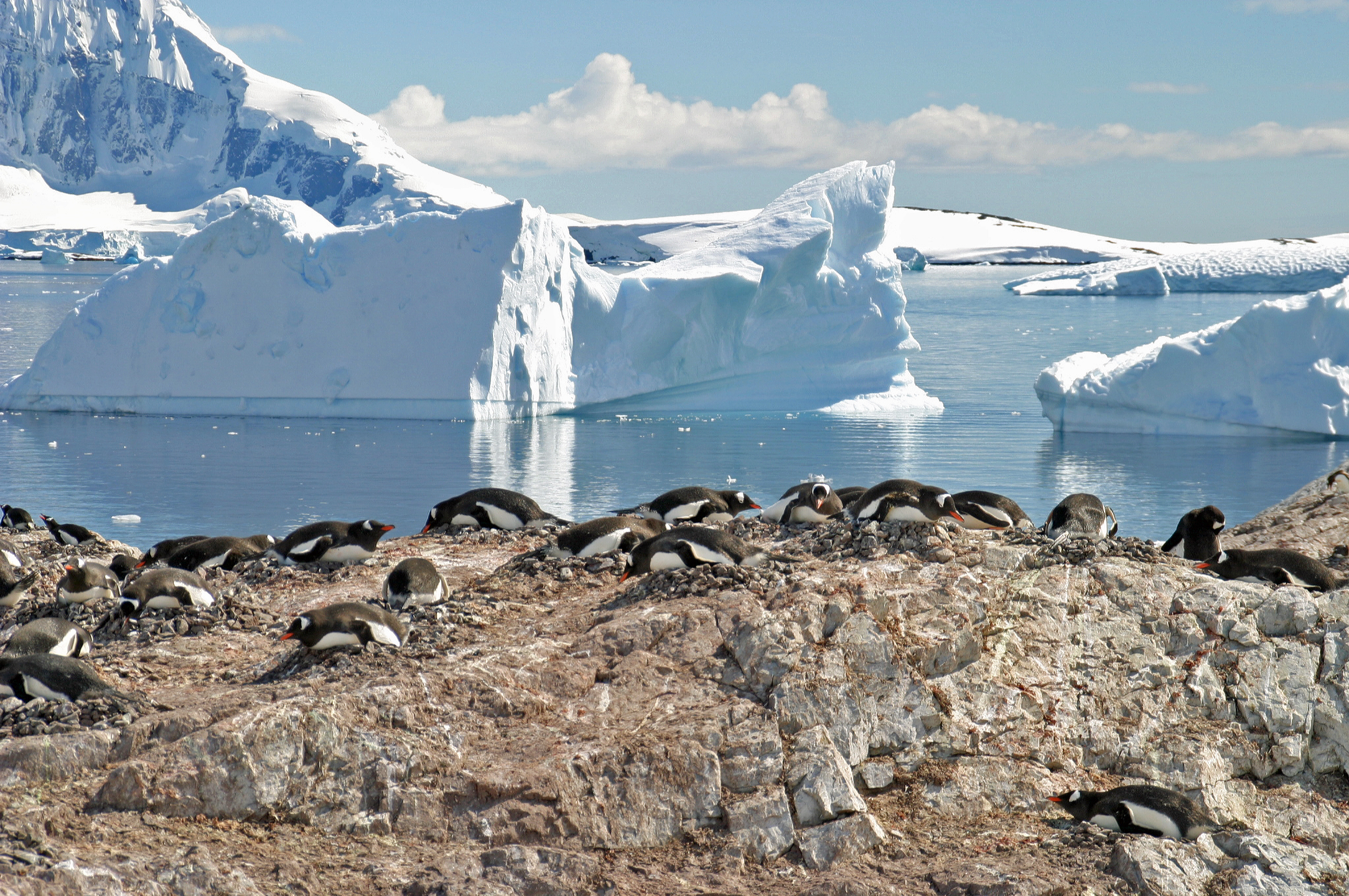

## 外部連結

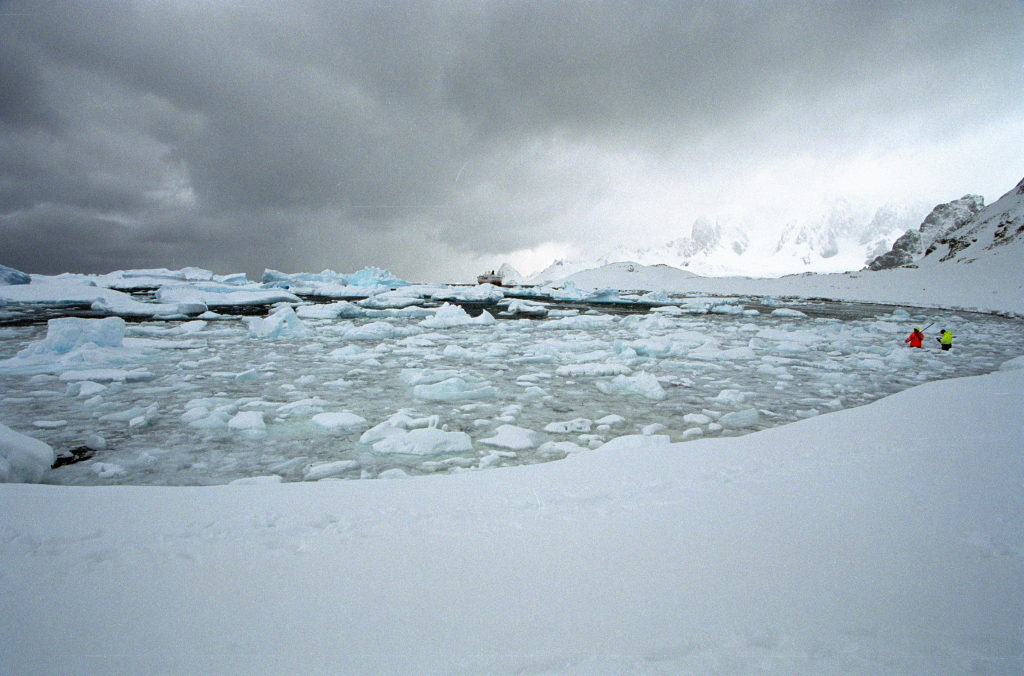
庫佛維爾島，攝於2014年12月。

- Images from Cuverville Island （页面存档备份，存于）